# Портлендский художественный музей (Мэн)
Портлендский художественный музей (англ. Portland Museum of Art; сокр. PMA) — культурное учреждение США, расположенное в центре города Портленд, штата Мэн. Является крупнейшим и старейшим художественным заведением штата.
Основан в 1882 году в городском районе The Arts District и существовал в первозданном виде до 1908 года, когда Margaret Jane Mussey Sweat завещала музею свой трехэтажный особняк, ныне известный как McLellan House. Тем самым желая увековечить память своего мужа — Lorenzo De Medici Sweat, бывшего члена Палаты представителей США. Архитектор из Новой Англии Джон Кельвин Стивенс (англ. John Calvin Stevens) создал здесь галерею L. D. M. Sweat Memorial Galleries, открывшуюся для публики в 1911 году.
В 1976 году житель Портленда Чарльз Пейсон (англ. Charles Shipman Payson) подарил музею коллекцию из 17 картин Хомера Уинслоу и выделил $8 млн на его реконструкцию. Проект был разработан архитектором Генри Николсом Коббом (англ.) из компании I. M. Pei & Partners (англ.); строительство началось в здании Charles Shipman Payson Building (англ.) в 1981 году и было окончено через два года. Подарок Пейсона стал прецедентом для расширения коллекции музея и в него стали поступать новые произведения искусства.
В настоящее время Портлендский музей является культурным центром и важным художественным ресурсом для жителей Мэна и Новой Англии. Его коллекция насчитывает более 17000 предметов декоративного и изобразительного искусства начиная с XVIII века по настоящее время. Ежегодно его посещает порядка 160000 посетителей, около 13000 из которых — школьники.